# インフィールド区
インフィールド・ロンドン自治区 (インフィールド・ロンドンじちく、英: London Borough of Enfield、 発音) は、イングランドのロンドン（グレーター・ロンドン）の最北端に位置するロンドン自治区。1963年ロンドン政府法により設置された。

## 地名の由来
インフィールドの地名は1086年発行のドゥームズデイ・ブックにEnefeldeとの記録が残っているほか、1214年版ではEinefeld、1293年版ではEnfeld 、さらに1564年版ではEnfildと表記され、「 Ēanaという男の開けた土地 (open land of a man called Ēana)」や「ラムの養育場 (where lambs are reared)」との説明が付されている。これらはいずれも古英語の人名feldと（同じく古英語の）ēan 'lamb'に由来するとみられる。feldの語は「森林の切り開かれた土地（開拓地）」に関係しているものと思われ、これは現在のインフィールド・チェイス付近であると考えられる

## 教育
- ミドルセックス大学 : キャットヒルとトレントパークの2つのキャンパスがある。

## スポーツ
エンフィールド・タウンFCの本拠地である。

## 地理
バーネット（西部）、ハーリンゲイ（南部）、ウォルサム・フォレスト（東部）のグレーターロンドン各区と接する。
北部では、ハートフォードシャーのハーツメアー、ウェルイン・ハットフィールド、ブロクスボーンそれぞれと、北東部では、エセックスのエッピング・フォレストと接する。

## 地区
- アーノス・グローヴ
- ボタニー・ベイ
- バウズ・パーク (一部はハーリンゲイ・ロンドン特別区に入る)
- ブリムスダウン
- ブルズ・クロス
- ブッシュ・ヒル・パーク
- クレイ・ヒル
- コックフォスターズ (一部はバーネット・ロンドン特別区に入る)
- クルーズ・ヒル
- エドモントン
- インフィールド・チェイス
- インフィールド・ハイウェイ
- インフィールド・アイランド・ヴィレッジ
- インフィールド・ロック
- インフィールド・タウン
- インフィールド・ウォッシュ
- フォーティ・ヒル
- フリージー・ウォーター
- グレンジ・パーク
- ハドレー・ウッド
- ニュー・サウスゲイト (一部はバーネット・ロンドン特別区に入る)
- オークウッド
- パーマーズ・グリーン
- ポンダーズ・エンド
- サウスゲイト
- ウィンチモア・ヒル
- ワールズ・エンド

## 関係者
出身者
- アンソニー・ギデンズ（社会学者、ブレア内閣のブレーン） - エドモントン出身
- キャメロン・マッキントッシュ（ミュージカルプロデューサー、 「レ・ミゼラブル」(1985年) など） - インフィールド生まれ
- ナイジェル・ヘイヴァース（俳優、「炎のランナー」など） - エドモントン出身
- ミシェル・ライアン（女優） - インフィールド出身
- デイヴ・マーレイ（ギタリスト、「アイアン・メイデン」） - エドモントン出身
- エイミー・ワインハウス（ミュージシャン） - サウスゲイト生まれ。カムデン区内カムデン・タウンで居住し若くして死去。

居住その他ゆかりある人物